# Balabagan
Balabagan est une localité de la province de Lanao du Sud, aux Philippines. En 2015, elle compte 26 819 habitants.